# او-۷۶ (کریگس‌مارینه)
او-۷۶ (به آلمانی: U-76) یک او-بوت کریگسمارینه از نوع ۷ب بود.